# Fotokol
Fotokol est une commune du Cameroun, située dans le Logone-et-Chari et la région de l'Extrême-Nord, à la frontière avec le Nigeria.

## Population
Lors du recensement de 2005, la commune comptait 36 893 habitants, dont 11 787 pour Fotokol Ville.
Ce sont principalement des Arabes choua et des Kotoko, majoritaires, également des Kanouri, des Peuls. La plupart sont musulmans.

## Organisation administrative
Outre la ville de Fotokol, la commune comprend les localités suivantes :
- Amassadik
- Amtchoukoulli
- Ardebé I
- Ardebé II
- Barkary I
- Barkary II
- Belguédé
- Bénéssoué
- Bidéiné
- Bidi
- Blabago
- Blangafé
- Bri Gadou
- Choloba I
- Choloba II
- Dabakoré
- Damalgou
- Danabaltoumsa
- Dega
- Dissalam
- Djabrari
- Djouka Hachim
- Djouka Ndjamena
- Dolé Hérérimé
- Fadje Banasset
- Fadjé Halit
- Fadjé Hérérimé
- Fadjé Issa
- Fima
- Gadafaï
- Glo Arabe
- Glo Kotoko
- Golmo Arabe
- Golmo Kotoko
- Gremari
- Guegueri
- Haïgayo I
- Haïgayo II
- Herdegari
- Hérérimé Imar
- Kabetoua
- Kaldjoua
- Kaloué
- Kekawa
- Kouliougué
- Laïmari
- Madaïk
- Magadi I
- Magadi II
- Magam Arabe
- Magam Kotoko
- Maïnari
- Medina
- Milimari
- Mougoumassé
- Moungachiri
- Naga
- Nganawaï
- Ngodram
- Nigue
- Oh Hemadié
- Oh Issenie
- Rouroundé
- Sagmé
- Sambori Imar
- Soueram
- Waflam
- Wangara I
- Wangara II
- Warou I
- Warou II
- Worokaïme
- Woromari

## Éducation
Fotokol est doté d'un lycée public général. Fermé en novembre 2014 après le massacre de Gamboru Ngala (Nigeria) par la secte Boko Haram, l'établissement, très endommagé, a rouvert ses portes en septembre 2016, en présence de 300 élèves et 3 enseignants. Pendant les hostilités, de nombreux réfugés fuyant les exactions de Boko Haram s'y étaient logés.